# モノンガヒラ川

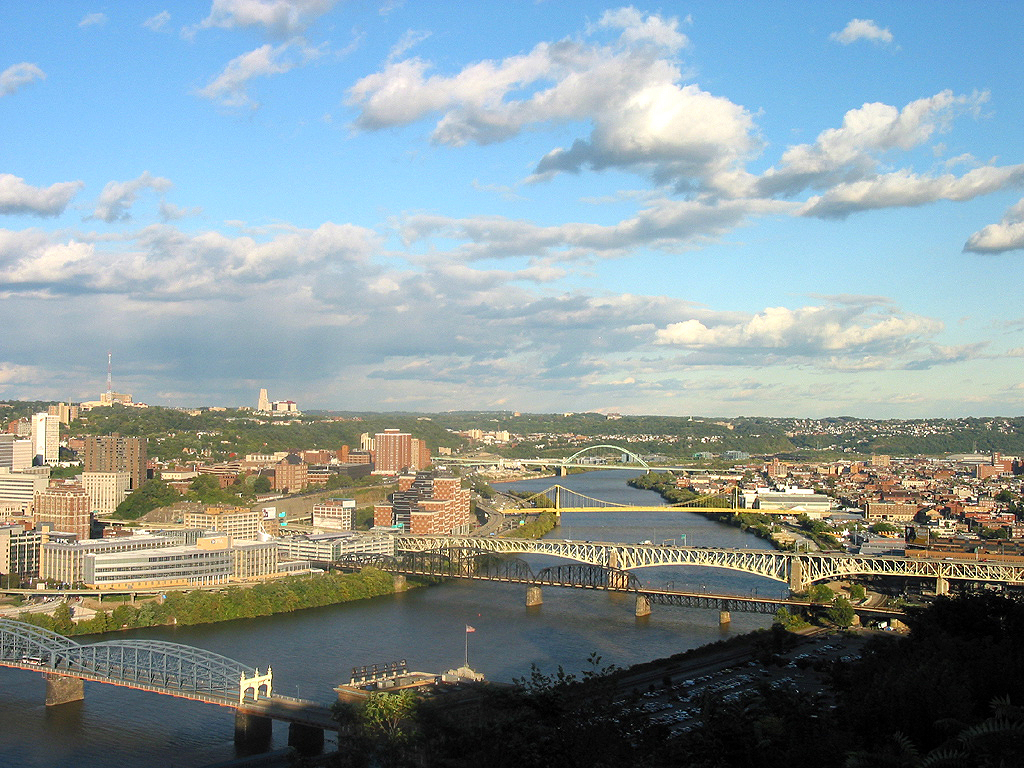
写真中央奥から流れてくるモノンガヒラ川が左奥のピッツバーグ・ダウンタウンで、左からのアレゲニー川と合流してオハイオ川になる

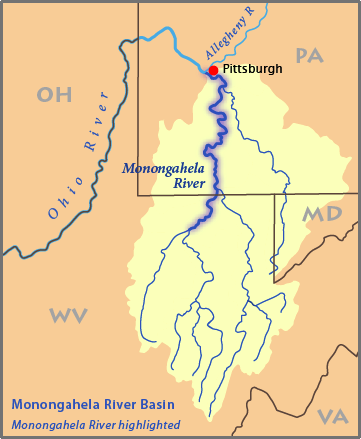
モノンガヒラ川はウェスト・バージニア州からペンシルベニア州へ流れる

モノンガヒラ川（モノンガヒラがわ、英語: Monongahela River）は米国ウェストバージニア州のアレゲニー台地でいくつかの川を合わせて北へ流れ、ペンシルベニア州に入り、ピッツバーグのダウンタウンでアレゲニー川と合流してオハイオ川となる全長209kmの川である。
ピッツバーグ近くでは便利な舟運を利用して、鉄工所などの工場が多い。 この川の現地での愛称は「モン」（Mon）で、U.S.スチールのこの川の流域にある諸製鉄所は総称してモンバレー製鉄所（Mon Valley Ironworks：Irvine Plantなど）と呼ばれ、またこの愛称はモンバレー通勤鉄道（Mon Valley Commuter Rail、今は中止）などにも使われた。
モノンガヒラの名称はこの地方の原住民の言葉で「急峻な河岸（なので崩れやすい）」（MechmenawungihillaまたはMenawngihella）から来ているという説がある。

## 参照項目
- アレゲニー川
- オハイオ川